# Navio furtivo
Um navio furtivo é um navio que emprega técnicas de construção de tecnologia furtiva num esforço para garantir que seja mais difícil de detectar por um ou mais métodos de radar, visuais, sonares e infravermelhos.
Essas técnicas vêm da tecnologia de aeronaves furtivas, embora alguns aspectos, como a redução da assinatura acústica e silenciamento acústico sejam exclusivos do projeto de navios furtivos. Embora a redução da seção transversal do radar (RCS) seja um conceito relativamente novo, muitas outras formas de mascarar um navio já existem há séculos ou mesmo milénios.

## Tecnologia em prática

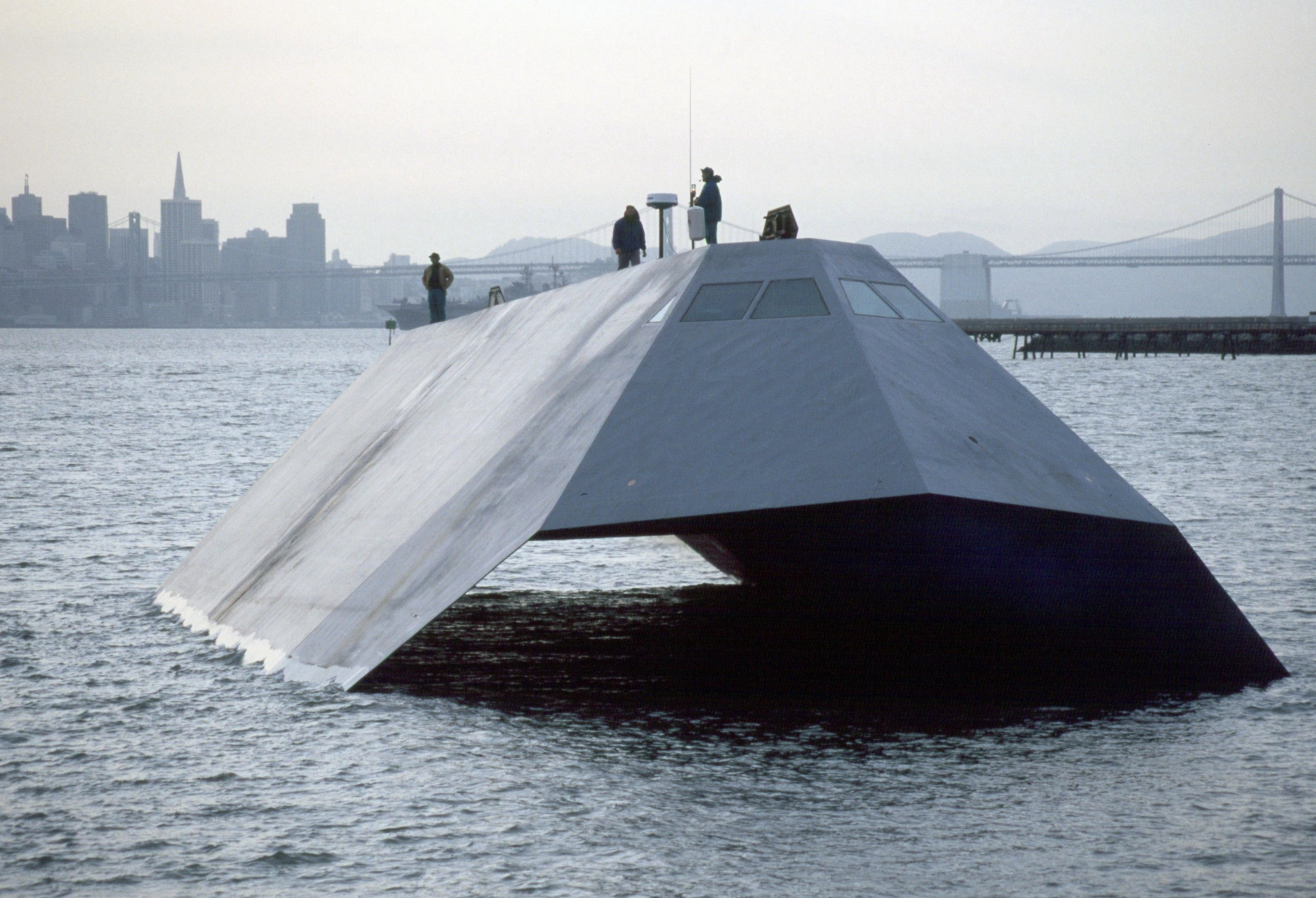
O Sea Shadow da Marinha dos EUA (IX-529)

O contratorpedeiro da classe Zumwalt atualmente desenvolvido nos EUA - ou DD (X) - é a versão americana de um navio furtivo. Apesar de ser 40% maior do que um contratorpedeiro da classe Arleigh Burke, a assinatura do radar é mais semelhante a um barco de pesca, de acordo com um porta-voz do Comando de Sistemas Navais ; os níveis de som são comparados com a classe de submarinos Los Angeles. O casco do tombadilho reduz o retorno do radar e o convés de material composto também apresenta baixo retorno do radar. O granizo da água nas laterais, juntamente com a indução passiva de ar frio no mack reduz a assinatura infravermelha . No geral, a construção angular do contratorpedeiro torna "50 vezes mais difícil de localizar no radar do que um contratorpedeiro comum.
A corveta classe Visby da Marinha Sueca é projetada para evitar detecção visual, detecção de radar, detecção acústica e detecção de infravermelhos . O material do casco é uma construção em sanduíche composta por um núcleo de PVC com fibra de carbono e laminado de vinil. Evitar ângulos retos no projeto resulta numa assinatura de radar menor.
As corvetas furtivas de classe Tuo Chiang de Taiwan são uma classe de corvetas multi-missão furtivas rápidas atualmente em serviço na Marinha da República da China (Taiwan) . Os navios são projetados para ter uma seção transversal de radar baixa e evitar a detecção de radar, tornando difícil detectar o navio ao operar próximo à costa

## Exemplos

### Navios totalmente furtivos
- Sea Shadow (IX-529) (1985, plataforma experimental)
- Fragata da classe La Fayette (1996)
- Corveta da classe Visby (2009)
- Destruidor da classe Zumwalt (2016)
- Corveta da classe Gowind (2017)

### Navios com redução moderada da seção transversal do radar
- Navio de patrulha da classe Durango
- Destruidor Tipo 45
- Fragata da classe De Zeven Provinciën
- Fragata da classe Sachsen
- Embarcação de patrulha offshore de classe Holanda
- FREMM fragata multiuso